# ولفورد بارکشر
ولفورد بارکشر (به انگلیسی: Welford) یک روستا و محله مدنی در بریتانیا است که در West Berkshire واقع شده‌است. ولفورد بارکشر ۲۰٫۳۹ کیلومتر مربع مساحت و ۵۱۳ نفر جمعیت دارد.